# Контрада Таверне Пуљијезе (Потенца)
Контрада Таверне Пуљијезе (итал. Contrada Taverne Pugliese) је насеље у Италији у округу Потенца, региону Базиликата.
Према процени из 2011. у насељу је живело 21 становника. Насеље се налази на надморској висини од 771 м.